# Oxymitra paleacea
Oxymitra paleacea là một loài rêu trong họ Oxymitraceae. Loài này được Bisch. mô tả khoa học đầu tiên.